# Савін Антон Васильович
Анто́н Васи́льович Са́він (нар. 7 лютого 1990, Черкаси, УРСР) — український футболіст, фланговий півзахисник хмельницького «Поділля». Колишній гравець молодіжної збірної України.
Основна позиція — правий півзахисник.

## Кар'єра
Вихованець харківського футболу, цим видом спорту почав займатися у харківській ДЮСШ-13 (перший тренер — Володимир Васильович Юріхов). У ДЮФЛУ грав за харківські ДЮСШ-13 та УФК.
Професійні виступи розпочав 2007 року у складі команди представника Харкова у другій лізі чемпіонату України клубу «Газовик-ХГВ». Другу половину сезону 2007/08 розпочав вже в іншій друголіговій команді — криворізькому «Гірнику», за який протягом 2008 року провів 32 гри, відзначився 2 забитими голами.
На початку 2009 року приєднався до донецького «Металурга», де виступав у складі молодіжної команди. В сезоні 2009/10 декілька разів потрапляв до заявки основної команди на ігри Прем'єр-ліги, однак жодного разу у її складі на поле не виходив. Того ж сезону став найкращим асистентом молодіжного (дублюючого) складу донецького клубу, записавши до свого активу 7 результативних передач у матчах першості дублерів. Наступного сезону дебютував за основну команду в Прем'єр-лізі 2 жовтня 2010 року в матчі проти київського «Арсенала», який завершився поразкою донеччан з рахунком 1:3, а Савін відіграв один тайм і заробив жовту картку. Цей матч став єдиним для Артема в чемпіонаті за «Металург».
Улітку 2011 року був відданий на правах оренди в друголігову дніпродзержинську «Сталь», де час від часу виходив до кінця року.
Улітку 2012 року розірвав контракт з «Металургом» і на правах вільного агента перейшов у першолігову «Буковину».
Наприкінці березня 2016 року став гравцем клубу «Гірник-Спорт», але вже наприкінці травня того ж року залишив команду.
У червні 2016 року перейшов до складу вірменського клубу «Алашкерт», у складі якого грав у кваліфікації Ліги Чемпіонів.
У березні 2017 року повернувся до України і підписав контракт з ПФК «Суми».
Сезон 2017/18 провів у «Полтаві», з якою здобув срібні нагороди Першої ліги та право виступу в УПЛ.
30 серпня 2018 року знову став гравцем «Сум».
11 липня 2019 року став гравцем харківського «Металіста 1925». Дебютував у складі «жовто-синіх» 27 липня того ж року в матчі першого туру Першої ліги 2019/20 проти «Інгульця» (1:0). Провів за харківський клуб 57 ігор (2 голи, 8 гольових передач) у Першій лізі та 4 матчі в Кубку України. В сезоні 2020/21 допоміг «Металісту 1925» здобути бронзові медалі Першої ліги та вийти до УПЛ. В сезоні 2021/22, недограному через повномасштабне російське вторгнення в Україну, зіграв 16 матчів у Прем'єр-лізі. 1 липня 2022 року, після завершення контракту, покинув харківський клуб.

### Збірна
У молодіжній збірній України дебютував 29 березня 2011 року у виїзному матчі проти однолітків з Сербії, провівши на полі один тайм. В підсумку цей матч залишився єдиним матчем Савіна за молодіжну збірну.

## Досягнення
- Чемпіон Вірменії: 2016/17
- Володар Суперкубка Вірменії: 2016
- Срібний призер Першої ліги України: 2017/18
- Бронзовий призер Першої ліги України (2): 2020/21, 2022/23